# Balloonfest '86
Balloonfest '86 va ser un esdeveniment a Cleveland, Ohio, Estats Units, celebrat el 27 de setembre de 1986, en el qual la secció local de United Way va establir un rècord mundial llançant gairebé 1,5 milions de globus.
L'esdeveniment tenia la intenció de ser un truc publicitari inofensiu per recaptar fons. Tanmateix, els globus alliberats van tornar a la deriva sobre la ciutat i el llac Erie i van aterrar als voltants, causant problemes al trànsit i a un aeroport proper. L'esdeveniment també va interferir amb una recerca de la Guàrdia Costanera dels Estats Units de dos navegants que després van ser trobats ofegats. En conseqüència, els organitzadors i la ciutat es van enfrontar a demandes per indemnització de milions de dòlars, i els sobrecostos van suposar una pèrdua neta per l'esdeveniment.

## Preparatius

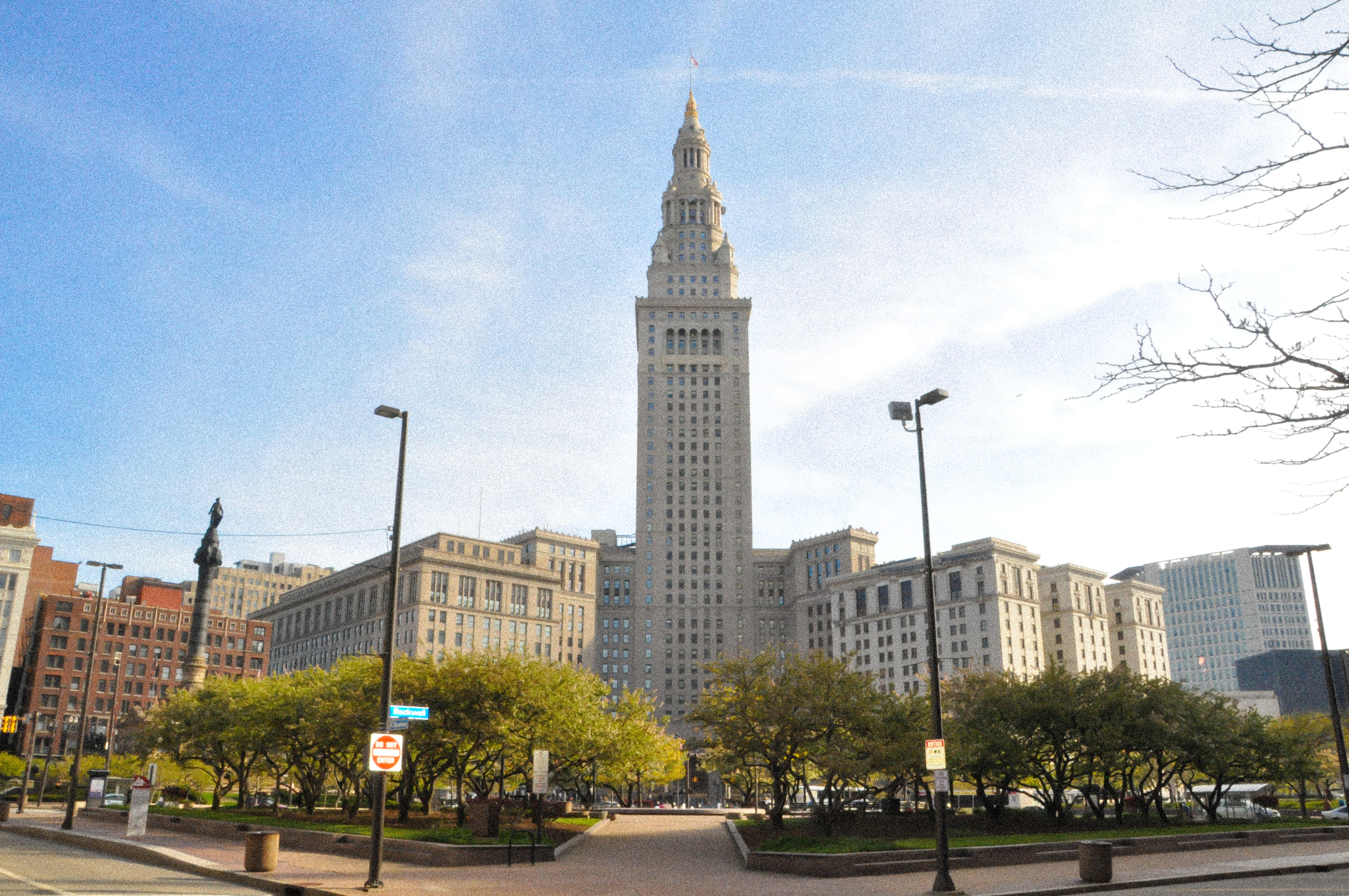
Terminal Tower amb vistes a la Public Square

L'acrobàcia va ser coordinada per una empresa amb seu a Los Angeles encapçalada per Treb Heining, anomenada Balloonart by Treb, que va passar sis mesos preparant-la. Es va instal·lar una estructura rectangular de la mida d'un bloc de pisos de la ciutat per subjectar els globus al quadrant sud-oest de la Public Square de Cleveland. Mesurava 250 m per 46 m, tenia tres pisos d'alçada i estava coberta amb una xarxa d'una sola peça de material de malla teixida. A l'interior, 2.500 voluntaris, formats en gran part per estudiants de secundària, van passar moltes hores omplint els globus d'heli. Un d'ells va descriure els preparatius "com una cadena de muntatge, sense parar". Els voluntaris van rebre samarretes gratuïtes.
United Way originalment tenia previst llançar 2 milions de globus, però finalment es va aturar en més d'1,4 milions. Els nens van vendre patrocinis per beneficiar United Way al preu d'1 $ per cada dos globus.

## Llançament
El dissabte 27 de setembre de 1986, quan s'acostava una tempesta, els organitzadors van decidir alliberar els globus abans de la 1:50.pm EDT. Una multitud de més de 100.000 persones es va reunir al centre de Cleveland per a l'esdeveniment. Prop d'1,5 milions de globus es van aixecar des de la Public Square, envoltant la Terminal Tower i superant el rècord mundial establert l'any anterior en el 30è aniversari de Disneyland.

## Conseqüències
Normalment, un globus de làtex ple d'heli que s'allibera a l'aire lliure romandrà alçat el temps suficient per desinflar-se gairebé completament abans de baixar a la Terra. Tanmateix, els globus del Balloonfest van xocar amb un front d'aire fresc i pluja, fet que va fer que caiguessin cap a terra mentre encara estaven inflats. Els globus que baixaven van obstruir el terra i les vies navegables del nord-est d'Ohio. En els dies posteriors a l'esdeveniment, es va informar que molts globus es van trobar a terra al costat canadenc del llac Erie contaminant l'aigua. Algunes persones tenien idees errònies sobre l'impacte ambiental dels llançaments de globus, pensant que "els globus arribarien a una altitud on esclatarien i es desintegrarien".
L'aeroport de Burke Lakefront va haver de tancar una pista durant mitja hora després que els globus hi aterrissin. També es van informar de col·lisions de trànsit "a mesura que els conductors es desviaven per evitar tempestes a càmera lenta d'orbes multicolors o apartaven els ulls de la carretera per contemplar l'espectacle damunt seu". Els automobilistes de l'autopista Cleveland Memorial Shoreway van topar amb les tanques i entre ells abans que es tanqués la carretera. Es va necessitar una excavadora per ajudar a netejar els globus.
Dos pescadors, Raymond Broderick i Bernard Sulzer, que havien sortit el 26 de setembre, van ser reportats com a desapareguts per les seves famílies el dia de l'esdeveniment. Els socorristes van detectar el seu vaixell de 4.9 m ancorat a l'oest de l'Edgewater Park. Una tripulació d'helicòpters de recerca i rescat de la Guàrdia Costanera va tenir dificultats per arribar a la zona a causa del "camp d'asteroides" de globus. Una tripulació d'embarcacions de recerca i rescat va intentar detectar els pescadors flotant al llac, però els funcionaris de la Guàrdia van dir que els globus a l'aigua no permetien veure si hi havia algú al llac. El 29 de setembre, la Guàrdia Costanera va suspendre la seva recerca. Els cossos dels pescadors van ser arrossegats posteriorment a terra. L'esposa d'un dels pescadors va demandar la United Way of Cleveland i l'empresa que va organitzar l'alliberament dels globus per 3,2 milions de dòlars, i més tard es va resoldre per acord mutu.
Els globus que van aterrar a una pastura al comtat de Medina, Ohio, van espantar els cavalls àrabs de Louise Nowakowski, que suposadament van patir ferides permanents com a resultat. Nowakowski va demandar a United Way of Cleveland per danys de 100.000 dòlars i es va resoldre per acord mutu.
La recaptació de fons va perdre diners a causa dels excés de costos.

## Llegat
L'edició de 1988 del Llibre Guinness dels Rècords reconeix l'esdeveniment com un rècord mundial d'"alliberament massiu de globus més gran", amb 1.429.643 globus llançats. Guinness ja no mesura els llançaments de globus.
Balloonfest '86 va ser el tema del curtmetratge documental del 2018 Balloonfest. L'editor del diari de Cleveland The Plain Dealer assenyala que després del seu llançament, els informes sobre el Balloonfest es van tornar més negatius.